# ويليام هاتشينسون
ويليام هاتشينسون (بالإنجليزية: William Hutchinson)‏ هو جزار وشخصية أعمال أسترالي، ولد في 1772، وتوفي في 1846.